# 美國參議院商務、科學和交通委員會
美國參議院商務、科學和交通委員會（英語：United States Senate Committee on Commerce, Science, and Transportation）是美国参议院的常设委员会，簡稱參議院商務委員會。除了对涉及州际贸易、科技政策和交通的所有事务拥有广泛的管辖权外，参议院商务委员会还是参议院最大的常设委员会之一，在第117届国会中有26名成员。商务委员会下设六个小组委员会。它由参议员瑪麗亞·坎特威爾（民主党）担任主席，参议员羅傑·威克（共和党）为副主席。多数党办公室位于迪克森参议院办公大楼，少数党办公室位于哈特参议院办公大楼。